# Мамуниды
Мамуниды —  иранская династия правившая в Хорезме. Династия была основана правителем Гурганджа, Абу Али Мамуном в 995 г, после захвата столицы Афригидов г. Кята. Ликвидировав династию Афригидов, Абу Али Мамун принял традиционный титул хорезмшаха.

## История
Окружённом степями и пустынями и природная изолированность позволяла Хорезму длительное время быть независимым политическом образованием.
Согласно ал-Бируни, ещё с IV в. здесь правила другая династия Афригиды, имевшая столицу в городе Кяте. В зону влияния мусульманского мира Хорезм попал в 712 г, когда было завоёвана наместником халифата в Хорасане Кутайбой ибн Муслимом. В дальнейшем наряду с хорезмшахом страной управляли арабские наместники.
В 992 г. эмир Мамун ибн Мухаммад захватил в плен последнего правителя Афригидов Абу Абдаллаха Мухаммада, объединил под своей властью всю страну и принял титул хорезмшаха, но в 997 г. был убит своими воинами.
Наследовавший престол Мамуна сын Али женился на газневидской принцессе, сестре султана Махмуда Газневи. В 1009 г. его сменил на престоле брат Мамун II, за которого также была выдана одна из газневидских принцесс. Мамуниды подчинялись арабскому халифу. Титул ʿАйн-ад-давла ва Зайн ал-милла «Око государства и украшение общины», был дарован хорезмшаху Ма’муну II б. Ма’муну (1009–1017) халифом ал-Кадиром в 1014/5 г.
Хорезм сохранял внешнее подчинение аббасидским халифам. Так, хорезмшаху Ма’муну II б. Ма’муну (1009–1017) халифом ал-Кадиром в 1014/5 г. был дарован титул "Тадж ал-умма ва-Сирадж ал-милла Хваразм-шах" «Венец нации и светильник общины (религиозной)».
Он развернул обширное строительство, привлёк в государство видных учёных и мыслителей той эпохи, таких как Ибн Сину, Бируни, Саалиби, основав для них «Дом мудрости», ставший известным как «Академия хорезмшаха Мамуна».
В последующие годы Хорезм всё больше находилась под влиянием Газневидов. В 1016 г. султан Махмуд Газневи потребовал у Мамуна II, чтобы он признал себя его вассалом. Хорезмшах вынужден быть признать сюзеренитет Газневидов, чем вызвал сильное неудовольствие военной аристократии, и в ходе начавшегося восстания в 1017 был убит мятежниками во главе с Алп-тегином в ходе пожара на своем доме. После смерти Мамуна на престол взошёл его 17-летний племянник Мухаммад. Однако фактически власть находилась в руках главы мятежников Алп-тегина, который не слишком ограничивал своих солдат. Мятежники делали все, что хотели, грабили и убивали богатых, истребляли своих личных врагов. В том же году войска Махмуда Газневи захватили Хорезм и положили конец династии Мамунидов. Захваченных в плен убийц Мамуна бросили под ноги слонов. Молодой хорезмшах и все его родственники были уведены в Газни и заключены, после чего Хорезм был включен в состав государства Газневидов.

## Правители
| Титул правителя              | Имя правителя       | Период правления |
| ---------------------------- | ------------------- | ---------------- |
| Хорезмшах                    | Абу Али Мамун I     | 992-997          |
| Хорезмшах                    | Абул-Хасан Али      | 997-1009         |
| Хорезмшах                    | Абул-Аббас Мамун II | 1009-1017        |
| Хорезмшах                    | Абул-Харис Мухаммад | 1017             |
| Завоевание Газневидов (1017) |                     |                  |